# Ellie Russell
Ellie Russell (* 6. Juni 2000 in Shrewsbury) ist eine britische Radsportlerin, die Rennen auf Bahn und Straße bestreitet.

## Sportliche Laufbahn
Ellie Russell begann ihre sportliche Laufbahn als Triathletin, begann aber dann, sich auf den Radsport zu konzentrieren. Eine besondere Vorliebe entwickelte sie für den Bahnradsport. 2014 wurde sie in das Nachwuchsprogramm des GB Olympic Team aufgenommen.
Bei den Junioren-Bahnweltmeisterschaften 2018 errang Russell gemeinsam mit  Ella Barnwell, Elynor Bäckstedt und Pfeiffer Georgi die Bronzemedaille in der Mannschaftsverfolgung. Im Jahr darauf wurde sie mit Anna Docherty, Jenny Holl, Rebecca Raybould und Jessica Roberts britische Meisterin in der Mannschaftsverfolgung der Elite.

## Erfolge

### Bahn
2018
- Junioren-Weltmeisterschaft – Mannschaftsverfolgung (mit  Ella Barnwell, Elynor Bäckstedt und Pfeiffer Georgi)

2019
- Britische Meisterin – Mannschaftsverfolgung (mit Anna Docherty, Jenny Holl, Rebecca Raybould und Jessica Roberts)